# Прогулянка, гідна чоловіків
«Прогулянка, гідна чоловіків» («Прогулка, достойная мужчин») — радянський художній фільм 1979 року, знятий режисером Анатолієм Вехотком на кіностудії «Ленфільм».

## Сюжет
Випадкова поїздка двох друзів на Північ виявилася для обох серйозним життєвим випробуванням: один із героїв змушений був повернутися додому, інший — залишився на одному із будівництв нафтопроводу.

## У ролях
- Олена Глєбова — Юліана
- Семен Морозов — Сергій Глазов
- Віктор Іллічов — Павло
- Олександр Фатюшин — Гусєв
- Леонард Варфоломєєв — Мясниковський
- Наталія Дмитрієва — Людмила
- Марина Старих — Галя
- Максим Мунзук — дід Ваньша
- Валерій Биченков — Лаштаков
- Олена Андерегг — головний адміністратор
- Марина Анічкова — епізод
- Микола Кузьмін — епізод
- М. Демиденко — епізод
- Олег Єфремов — Колобов
- Олена Павловська — медсестра

## Знімальна група
- Режисер — Анатолій Вехотко
- Сценаристи — Михайло Демиденко, Михайло Кураєв
- Оператор — Олександр Чечулін
- Композитор — Ігор Цвєтков
- Художник — Валерій Юркевич